# 庄内ゴルフ倶楽部
庄内ゴルフ倶楽部（しょうないゴルフくらぶ、SHONAI GOLF CLUB）は、山形県東田川郡庄内町にあるゴルフ場である。
平田牧場の関連会社である庄内ゴルフ倶楽部が運営している。

## 概要
18のコースを要するゴルフ場である。出羽丘陵の自然の起伏と自生林をそのまま生かしており、月山と鳥海山、眼下に庄内平野を望む。

## 施設概要
- 用地面積：1,342,935m2
- コース規模：18ホール、7,070ヤード、パー72

## 営業期間
- 4月-8月：7:30〜18:00（開場7:00）
- 9月-11月：7:30〜17:30（開場7:00）
- 12月：8:00〜17:00（開場7:30）

1月-3月は営業停止。

## アクセス
- 車
  - 庄内空港から30分[1]
  - 山形自動車道・庄内あさひICより25km[2]。